# Itálie na Eurovision Song Contest
Itálie se zúčastnila 50 ročníků soutěže Eurovision Song Contest, poprvé v roce 1956. Účastnila se nepřetržitě až do roku 1980, v 80. a 90. letech několik ročníků vynechala (1981, 1982, 1986, 1994–1996). Po dalším z návratů v roce 1997 nastala 13 let dlouhá pauza, Itálie se do soutěže vrátila až v roce 2011. Země soutěž hostila celkem třikrát, v letech 1965 (Neapol), 1991 (Řím) a 2022 (Turín).
Země Eurovizi vyhrála 3krát, 20krát se dokázala probojovat mezi 5 nejlepších. Jako první vyhrála v roce 1965 Gigliola Cinquetti s písní „Non ho l'età“, která se do soutěže v roce 1974 vrátila s písní „Sì“ a skončila druhá, před ní skončila pouze ABBA. Druhé vítězství pro Itálii zajistil v roce 1990 Toto Cutugno s písní „Insieme: 1992“.
Na konci roku 2010 bylo oznámeno, že Itálie se do soutěže vrátí jako člen Velké pětky, díky čemuž měla země jistotu finálového kola. Návrat do soutěže se ukázal jako úspěšný, jelikož Itálie vždy, vyjma roku 2016, skončila mezi 10 nejlepšími. Třetí vítězství pro Itálii zajistila skupina Måneskin s písní „Zitti e buoni“ v roce 2021.

## Výsledky
| Rok                           | Interpret                     | Píseň                         | Jazyk                         | Finále                        | Finále                        | Semifinále                  | Semifinále                  |
| Rok                           | Interpret                     | Píseň                         | Jazyk                         | Pořadí                        | Body                          | Pořadí                      | Body                        |
| ----------------------------- | ----------------------------- | ----------------------------- | ----------------------------- | ----------------------------- | ----------------------------- | --------------------------- | --------------------------- |
| 1956                          | Franca Raimondi               | „Aprite le finestre“          | italština                     | —                             | —                             | nekonalo se                 | nekonalo se                 |
| 1956                          | Tonina Torrielli              | „Amami se vuoi“               | italština                     | —                             | —                             | nekonalo se                 | nekonalo se                 |
| 1957                          | Nunzio Gallo                  | „Corde della mia chitarra“    | italština                     | 6.                            | 7                             | nekonalo se                 | nekonalo se                 |
| 1958                          | Domenico Modugno              | „Nel blu, dipinto di blu“     | italština                     | 3.                            | 13                            | nekonalo se                 | nekonalo se                 |
| 1959                          | Domenico Modugno              | „Piove (Ciao, ciao bambina)“  | italština                     | 6.                            | 9                             | nekonalo se                 | nekonalo se                 |
| 1960                          | Renato Rascel                 | „Romantica“                   | italština                     | 8.                            | 5                             | nekonalo se                 | nekonalo se                 |
| 1961                          | Betty Curtis                  | „Al di là“                    | italština                     | 5.                            | 12                            | nekonalo se                 | nekonalo se                 |
| 1962                          | Claudio Villa                 | „Addio, addio“                | italština                     | 9.                            | 3                             | nekonalo se                 | nekonalo se                 |
| 1963                          | Emilio Pericoli               | „Uno per tutte“               | italština                     | 3.                            | 37                            | nekonalo se                 | nekonalo se                 |
| 1964                          | Gigliola Cinquetti            | „Non ho l'età“                | italština                     | 1.                            | 49                            | nekonalo se                 | nekonalo se                 |
| 1965                          | Bobby Solo                    | „Se piangi, se ridi“          | italština                     | 5.                            | 15                            | nekonalo se                 | nekonalo se                 |
| 1966                          | Domenico Modugno              | „Dio, come ti amo“            | italština                     | 17.                           | 0                             | nekonalo se                 | nekonalo se                 |
| 1967                          | Claudio Villa                 | „Non andare più lontano“      | italština                     | 11.                           | 4                             | nekonalo se                 | nekonalo se                 |
| 1968                          | Sergio Endrigo                | „Marianne“                    | italština                     | 10.                           | 7                             | nekonalo se                 | nekonalo se                 |
| 1969                          | Iva Zanicchi                  | „Due grosse lacrime bianche“  | italština                     | 13.                           | 5                             | nekonalo se                 | nekonalo se                 |
| 1970                          | Gianni Morandi                | „Occhi di ragazza“            | italština                     | 8.                            | 5                             | nekonalo se                 | nekonalo se                 |
| 1971                          | Massimo Ranieri               | „L'amore è un attimo“         | italština                     | 5.                            | 91                            | nekonalo se                 | nekonalo se                 |
| 1972                          | Nicola Di Bari                | „I giorni dell'arcobaleno“    | italština                     | 6.                            | 92                            | nekonalo se                 | nekonalo se                 |
| 1973                          | Massimo Ranieri               | „Chi sarà con te“             | italština                     | 13.                           | 74                            | nekonalo se                 | nekonalo se                 |
| 1974                          | Gigliola Cinquetti            | „Sì“                          | italština                     | 2.                            | 18                            | nekonalo se                 | nekonalo se                 |
| 1975                          | Wess a Dori Ghezzi            | „Era“                         | italština                     | 3.                            | 115                           | nekonalo se                 | nekonalo se                 |
| 1976                          | Al Bano and Romina Power      | „We'll Live It All Again“     | angličtina, italština         | 7.                            | 69                            | nekonalo se                 | nekonalo se                 |
| 1977                          | Mia Martini                   | „Libera“                      | italština                     | 13.                           | 33                            | nekonalo se                 | nekonalo se                 |
| 1978                          | Ricchi e Poveri               | „Questo amore“                | italština                     | 12.                           | 53                            | nekonalo se                 | nekonalo se                 |
| 1979                          | Matia Bazar                   | „Raggio di luna“              | italština                     | 15.                           | 27                            | nekonalo se                 | nekonalo se                 |
| 1980                          | Alan Sorrenti                 | „Non so che darei“            | italština                     | 6.                            | 87                            | nekonalo se                 | nekonalo se                 |
| bez účasti v letech 1981–1982 |                               |                               |                               |                               |                               | nekonalo se                 | nekonalo se                 |
| 1983                          | Riccardo Fogli                | „Per Lucia“                   | italština                     | 11.                           | 41                            | nekonalo se                 | nekonalo se                 |
| 1984                          | Alice a Battiato              | „I treni di Tozeur“           | italština                     | 5.                            | 70                            | nekonalo se                 | nekonalo se                 |
| 1985                          | Al Bano and Romina Power      | „Magic Oh Magic“              | italština, angličtina         | 7.                            | 78                            | nekonalo se                 | nekonalo se                 |
| bez účasti v roce 1986        |                               |                               |                               |                               |                               | nekonalo se                 | nekonalo se                 |
| 1987                          | Umberto Tozzi a Raf           | „Gente di mare“               | italština                     | 3.                            | 103                           | nekonalo se                 | nekonalo se                 |
| 1988                          | Luca Barbarossa               | „Vivo (Ti scrivo)“            | italština                     | 12.                           | 52                            | nekonalo se                 | nekonalo se                 |
| 1989                          | Anna Oxa a Fausto Leali       | „Avrei voluto“                | italština                     | 9.                            | 56                            | nekonalo se                 | nekonalo se                 |
| 1990                          | Toto Cutugno                  | „Insieme: 1992“               | italština                     | 1.                            | 149                           | nekonalo se                 | nekonalo se                 |
| 1991                          | Peppino di Capri              | „Comme è ddoce 'o mare“       | neapolština                   | 7.                            | 89                            | nekonalo se                 | nekonalo se                 |
| 1992                          | Mia Martini                   | „Rapsodia“                    | italština                     | 4.                            | 111                           | nekonalo se                 | nekonalo se                 |
| 1993                          | Enrico Ruggeri                | „Sole d'Europa“               | italština                     | 12.                           | 45                            | Kvalifikacija za Millstreet | Kvalifikacija za Millstreet |
| bez účasti v letech 1994–1996 | bez účasti v letech 1994–1996 | bez účasti v letech 1994–1996 | bez účasti v letech 1994–1996 | bez účasti v letech 1994–1996 | bez účasti v letech 1994–1996 | nekonalo se                 | nekonalo se                 |
| 1997                          | Jalisse                       | „Fiumi di parole“             | italština                     | 4.                            | 114                           | nekonalo se                 | nekonalo se                 |
| bez účasti v letech 1998–2010 |                               |                               |                               |                               |                               |                             |                             |
| 2011                          | Raphael Gualazzi              | „Madness of Love“             | italština, angličtina         | 2.                            | 189                           | člen Velké pětky            | člen Velké pětky            |
| 2012                          | Nina Zilli                    | „L'amore è femmina“           | angličtina, italština         | 9.                            | 101                           | člen Velké pětky            | člen Velké pětky            |
| 2013                          | Marco Mengoni                 | „L'essenziale“                | italština                     | 7.                            | 126                           | člen Velké pětky            | člen Velké pětky            |
| 2014                          | Emma                          | „La mia città“                | italština                     | 21.                           | 33                            | člen Velké pětky            | člen Velké pětky            |
| 2015                          | Il Volo                       | „Grande amore“                | italština                     | 3.                            | 292                           | člen Velké pětky            | člen Velké pětky            |
| 2016                          | Francesca Michielin           | „No Degree of Separation“     | italština, angličtina         | 16.                           | 124                           | člen Velké pětky            | člen Velké pětky            |
| 2017                          | Francesco Gabbani             | „Occidentali's Karma“         | italština                     | 6.                            | 334                           | člen Velké pětky            | člen Velké pětky            |
| 2018                          | Ermal Meta a Fabrizio Moro    | „Non mi avete fatto niente“   | italština                     | 5.                            | 308                           | člen Velké pětky            | člen Velké pětky            |
| 2019                          | Mahmood                       | „Soldi“                       | italština                     | 2.                            | 472                           | člen Velké pětky            | člen Velké pětky            |
| 2020                          | Diodato                       | „Fai rumore“                  | italština                     | ročník zrušen                 | ročník zrušen                 | ročník zrušen               | ročník zrušen               |
| 2021                          | Måneskin                      | „Zitti e buoni“               | italština                     | 1.                            | 524                           | člen Velké pětky            | člen Velké pětky            |
| 2022                          | Mahmood a Blanco              | „Brividi“                     | italština                     | 6.                            | 268                           | člen Velké pětky            | člen Velké pětky            |
| 2023                          | Marco Mengoni                 | „Due vite“                    | italština                     | 4.                            | 350                           | člen Velké pětky            | člen Velké pětky            |
| 2024                          | Angelina Mango                | „La noia“                     | italština                     | 7.                            | 268                           | člen Velké pětky            | člen Velké pětky            |
| 2025                          | Lucio Corsi                   | „Volevo essere un duro“       | italština                     | 5.                            | 256                           | člen Velké pětky            | člen Velké pětky            |

| Legenda | Legenda                              |
| ------- | ------------------------------------ |
| 1       | 1. místo                             |
| 2       | 2. místo                             |
| 3       | 3. místo                             |
| ◁       | poslední místo                       |
| X       | interpret vybrán, ale nezúčastnil se |

## Galerie

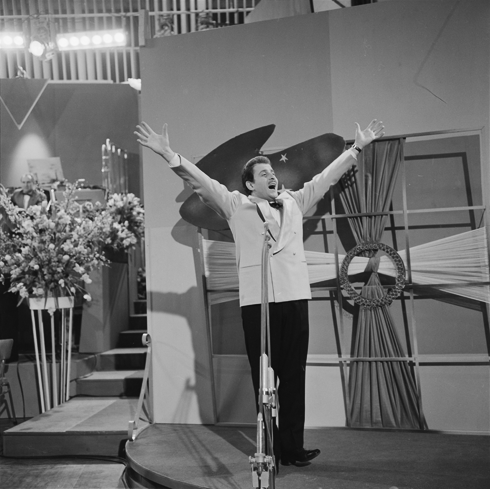
Domenico Modugno v Hilversumu (1958)
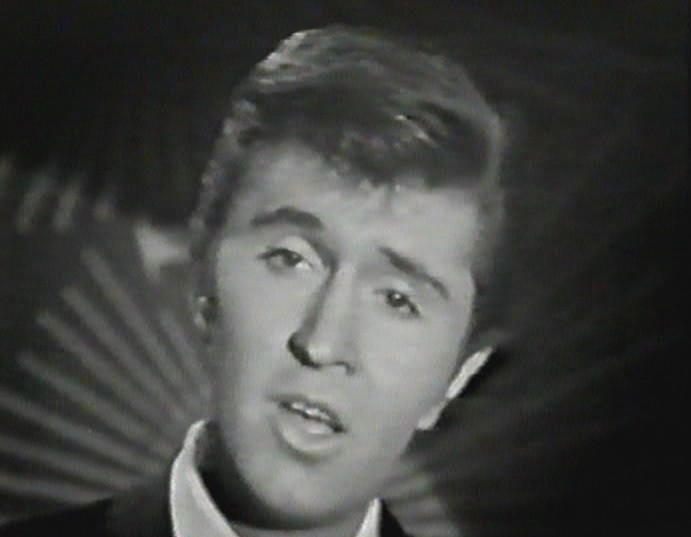
Bobby Solo v Neapoli (1965)
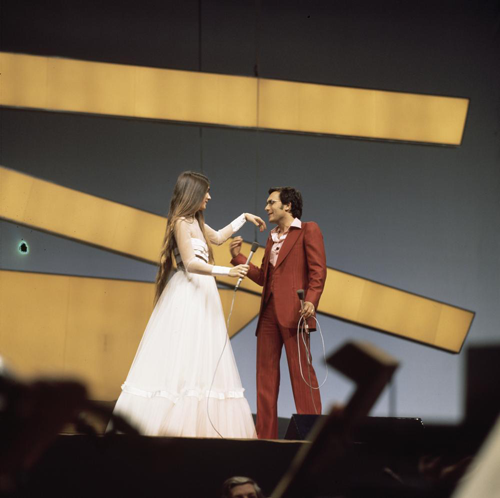
Al Bano a Romina Power v Haagu (1976)
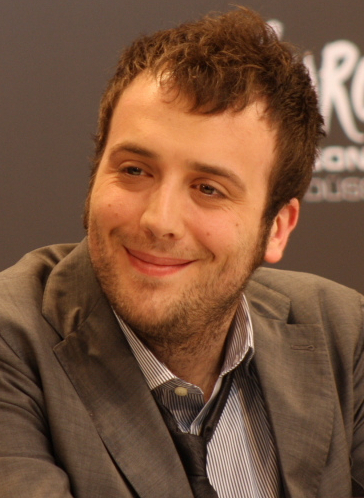
Raphael Gualazzi v Düsseldorfu (2011)
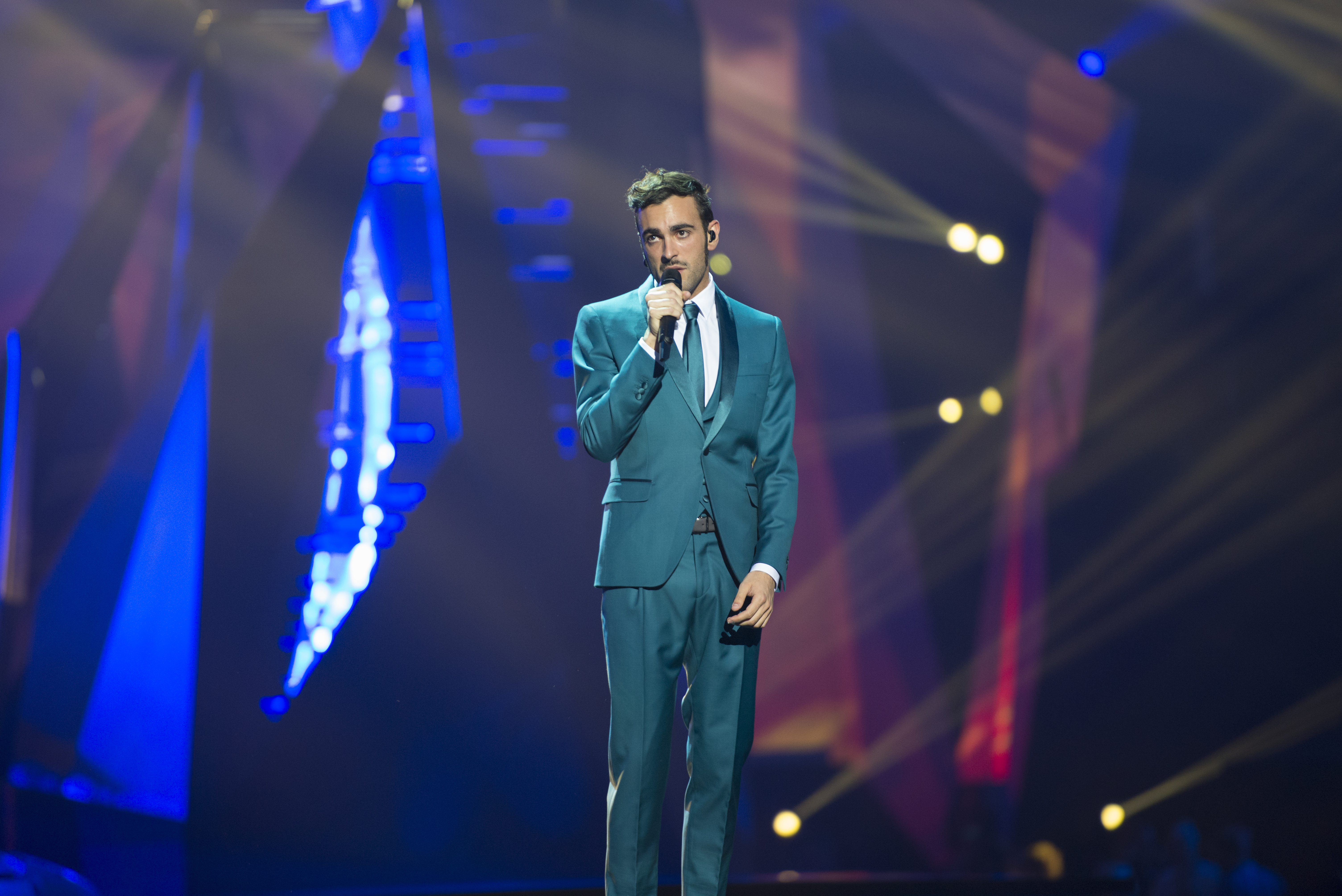
Marco Mengoni v Malmö (2013)
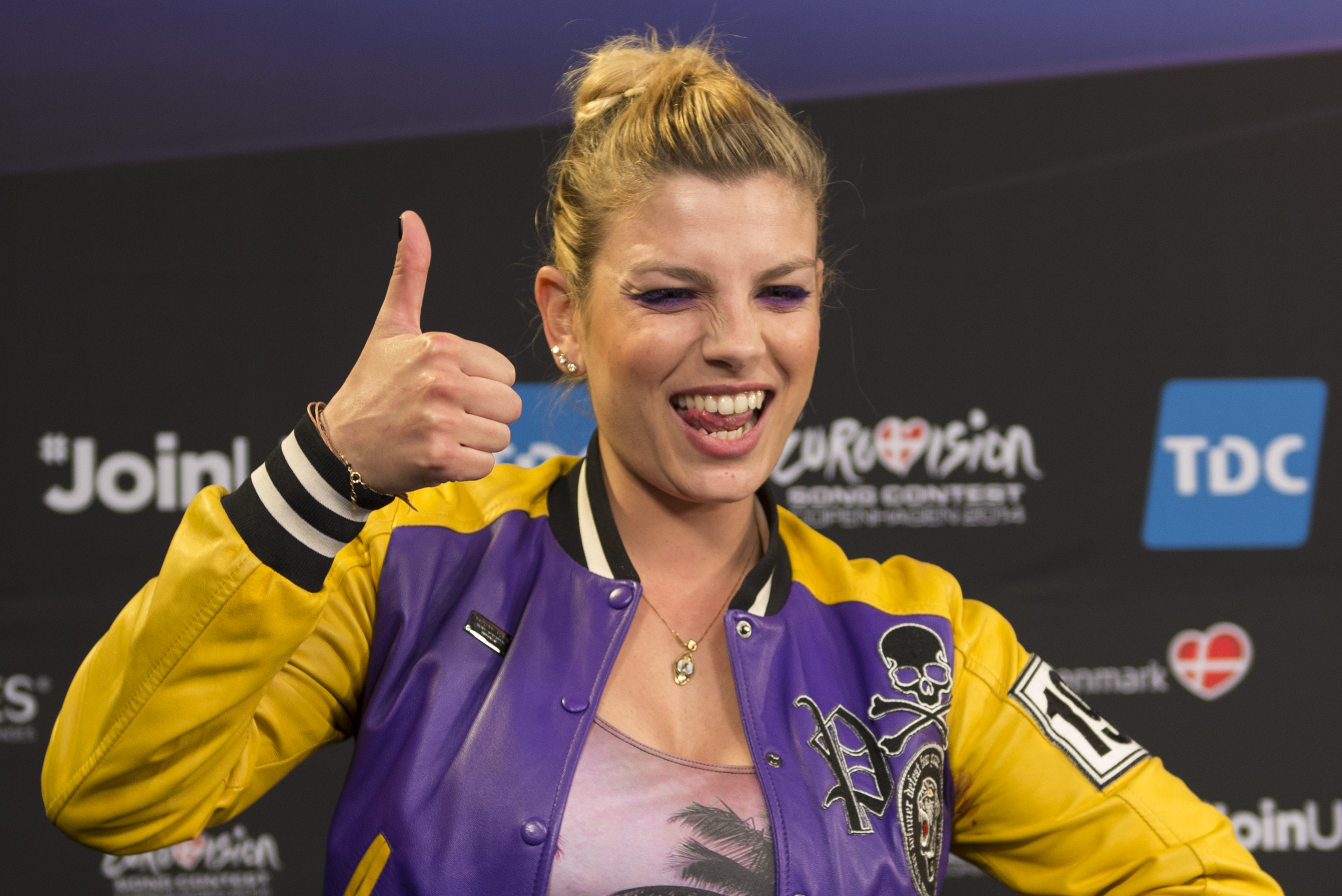
Emma v Kodani (2014)
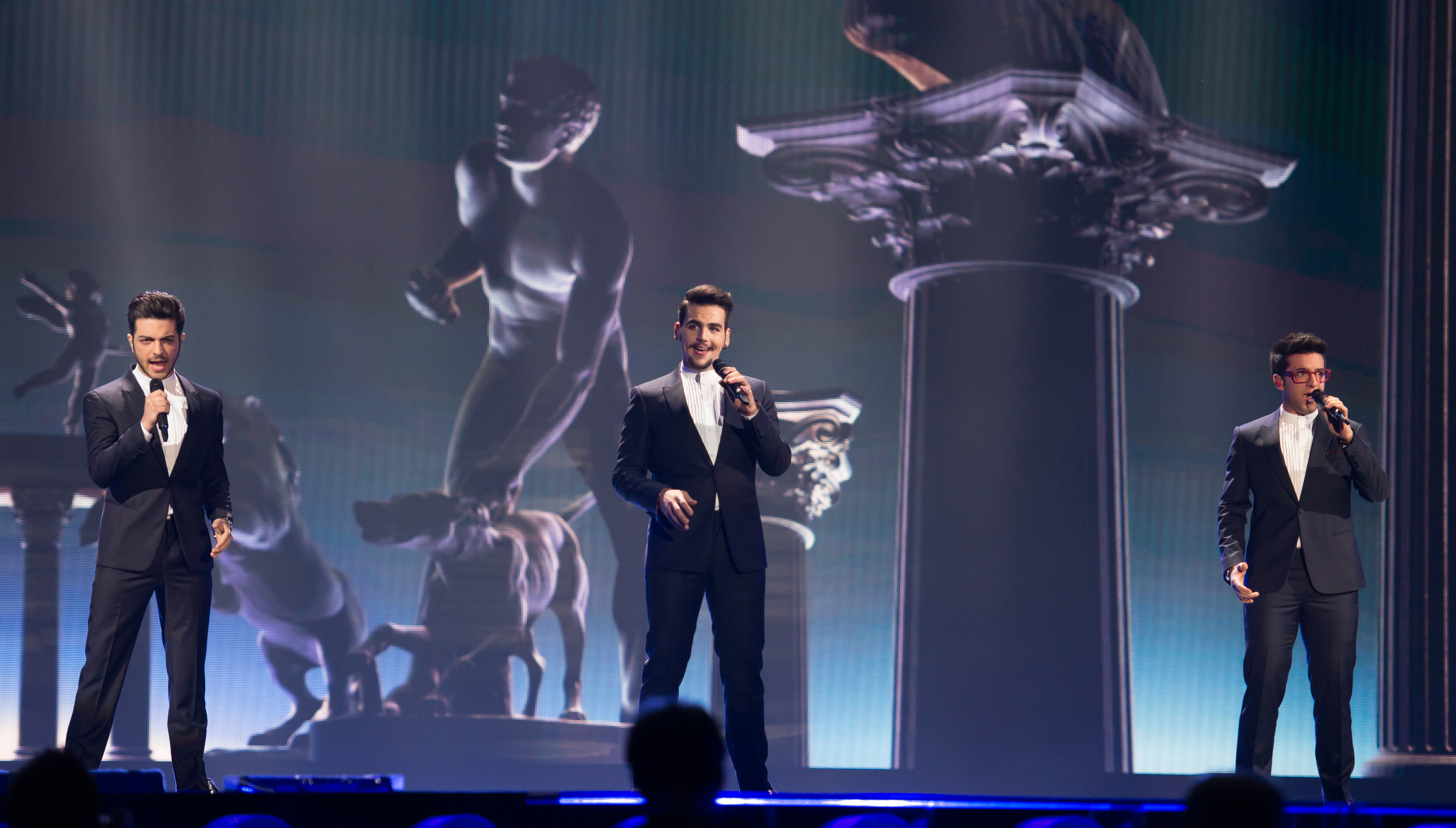
Il Volo ve Vídni (2015)
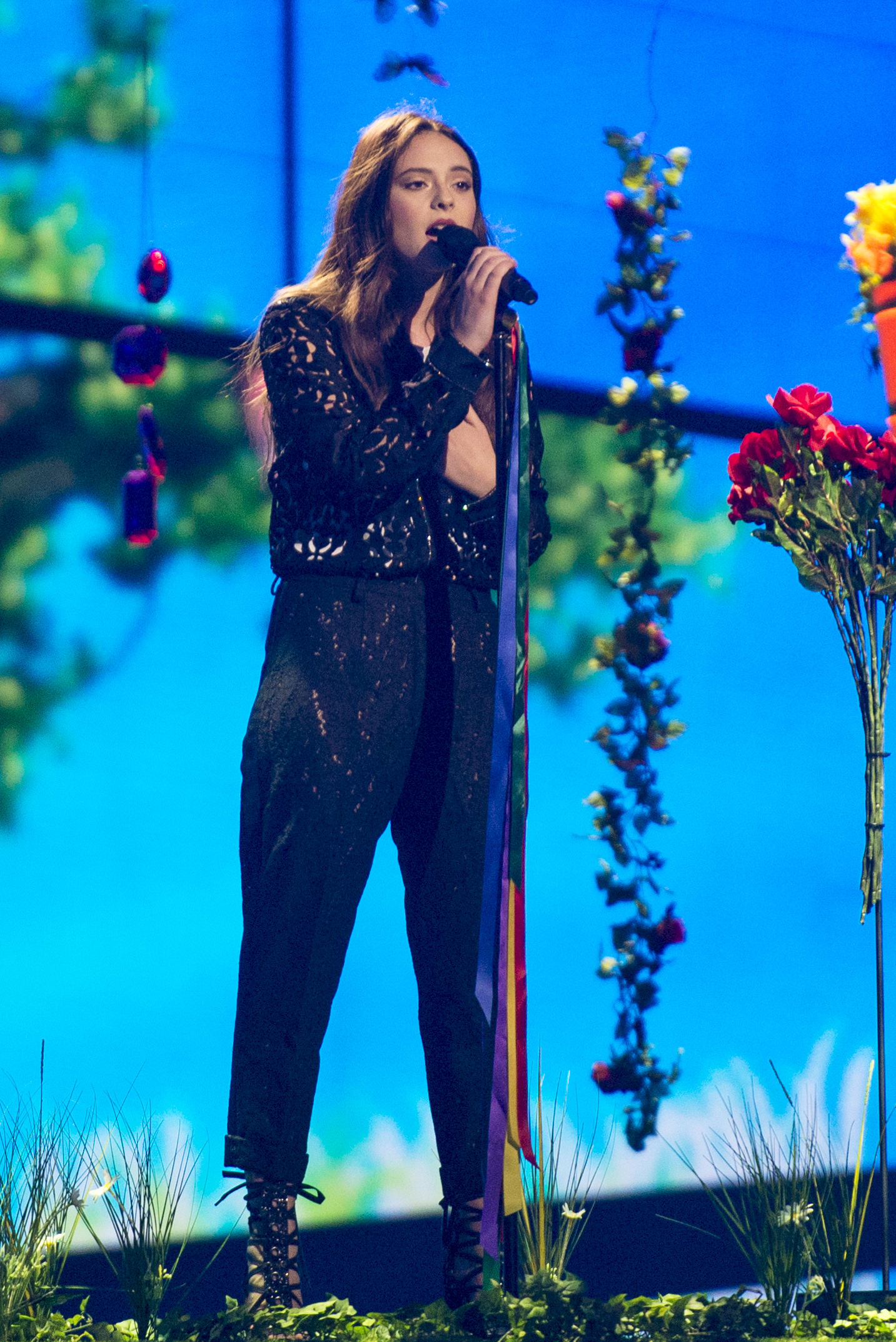
Francesca Michielin ve Stockholmu (2016)
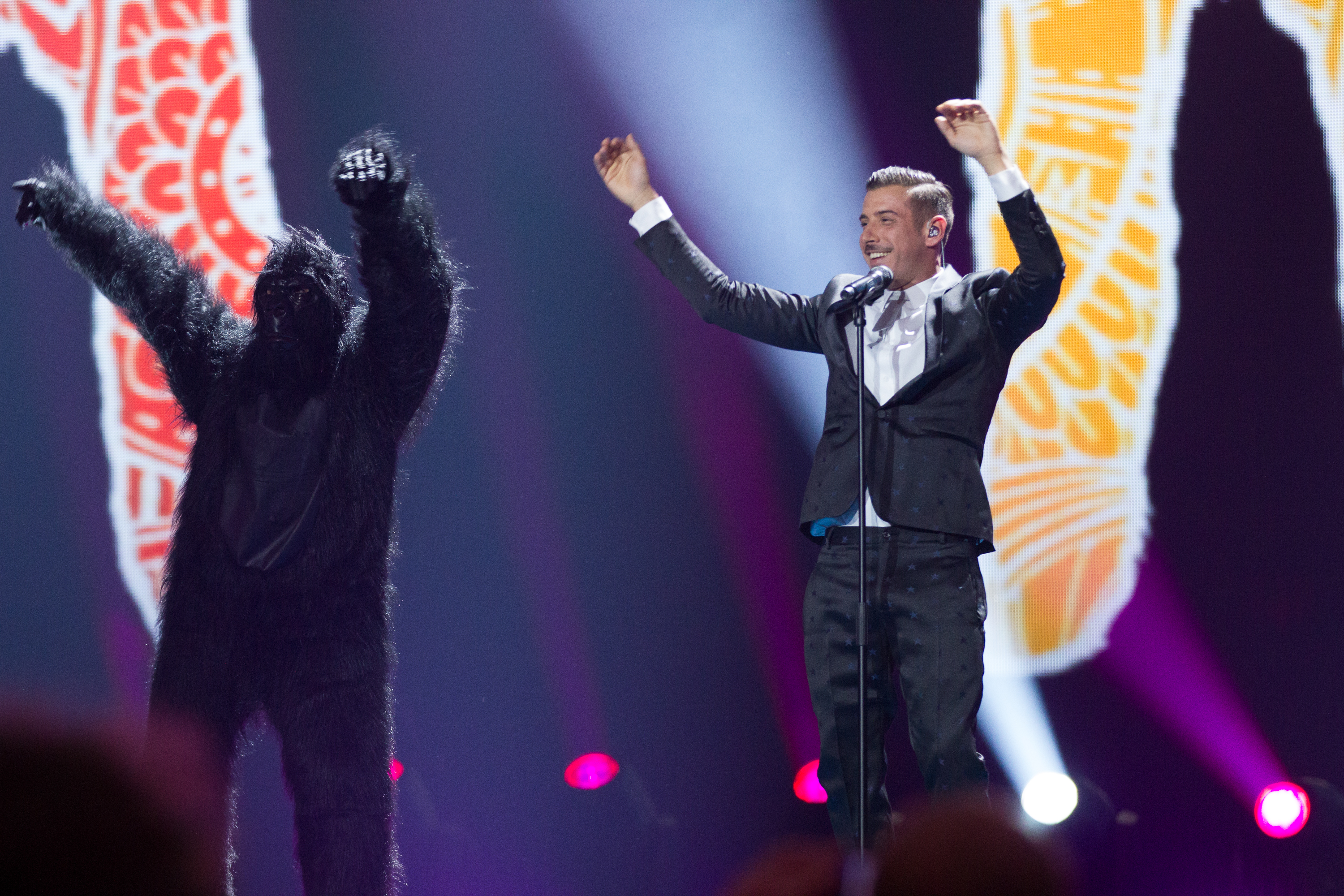
Francesco Gabbani v Kyjevě (2017)
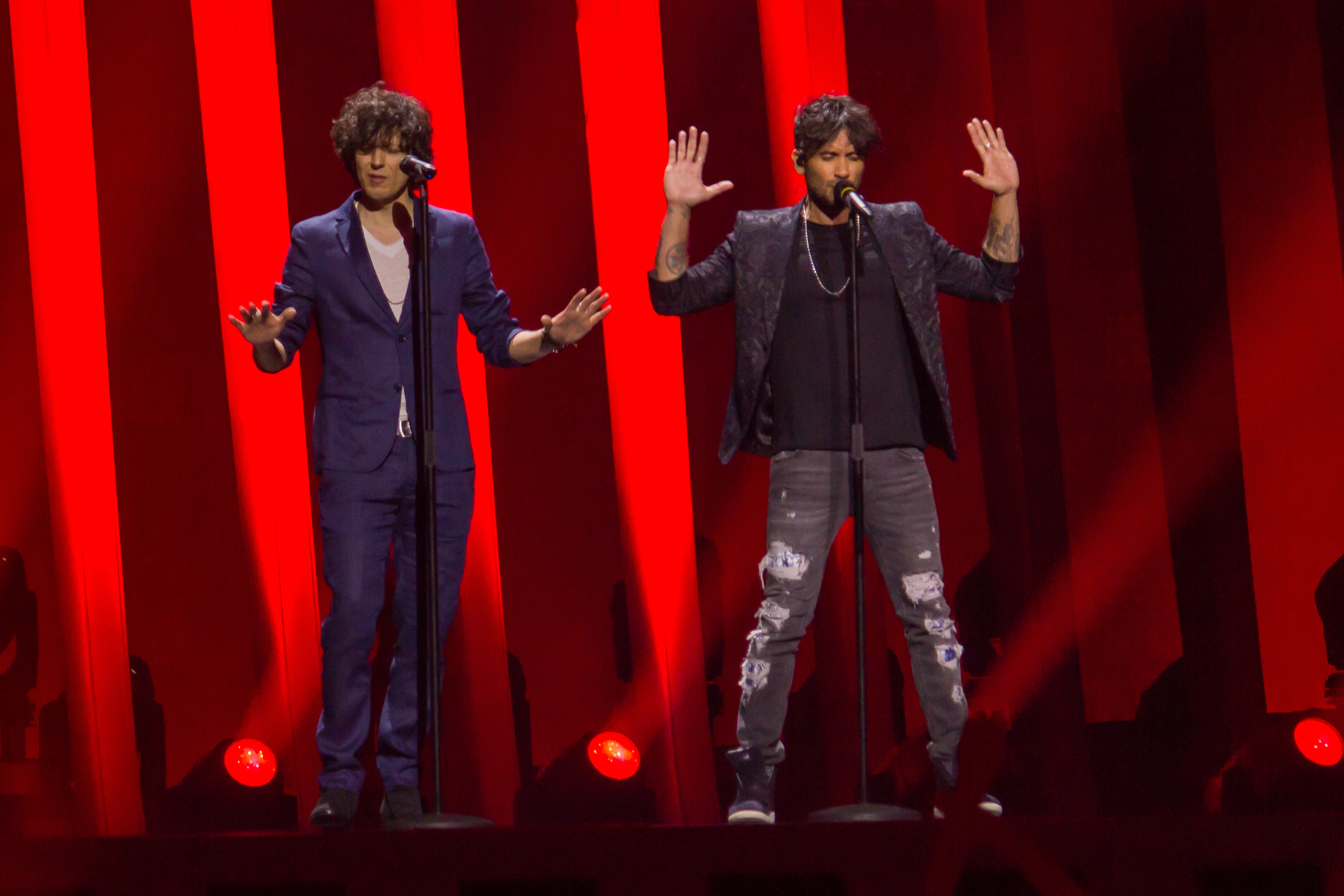
Ermal Meta a Fabrizio Moro v Lisabonu (2018)
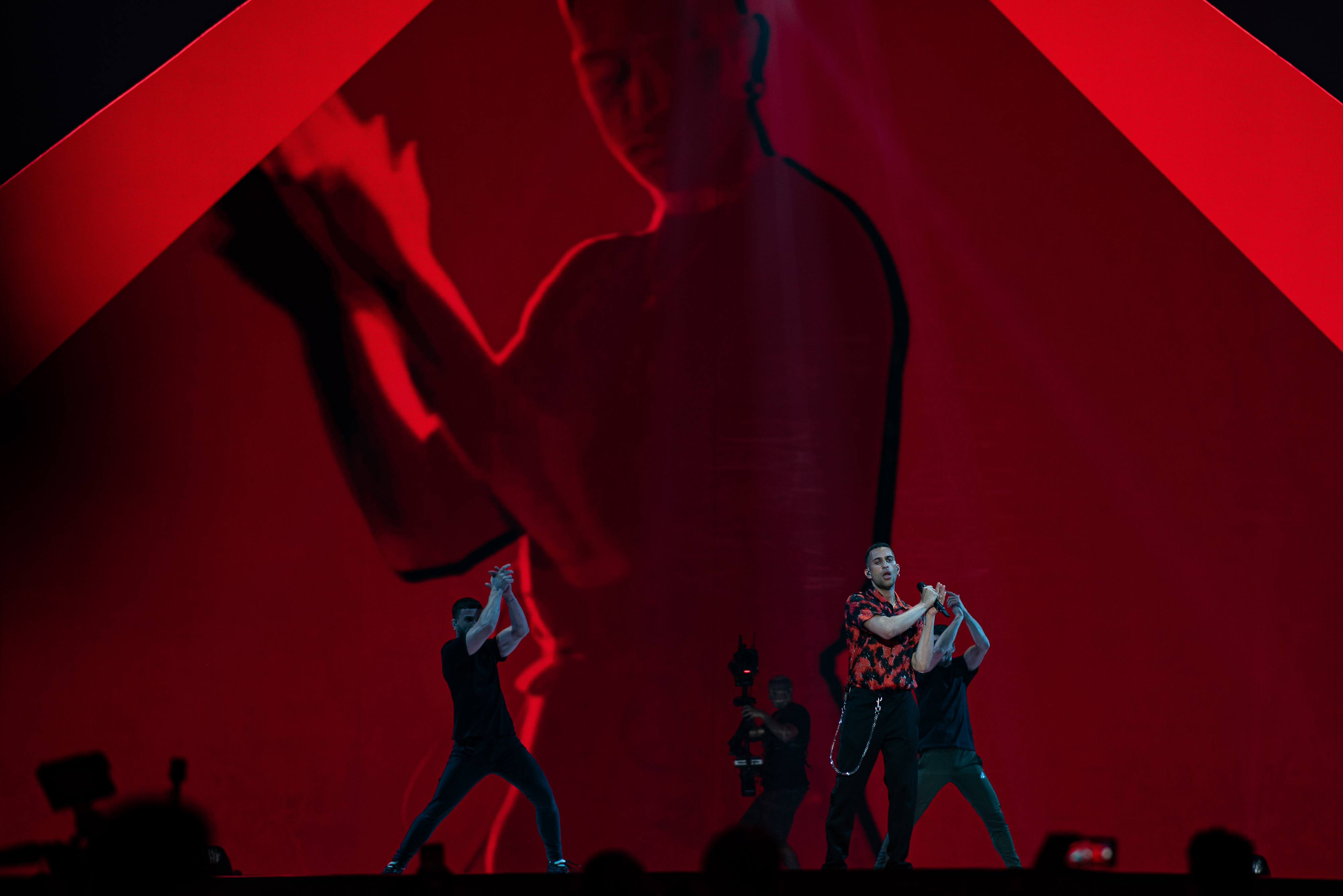
Mahmood v Tel Avivu (2019)
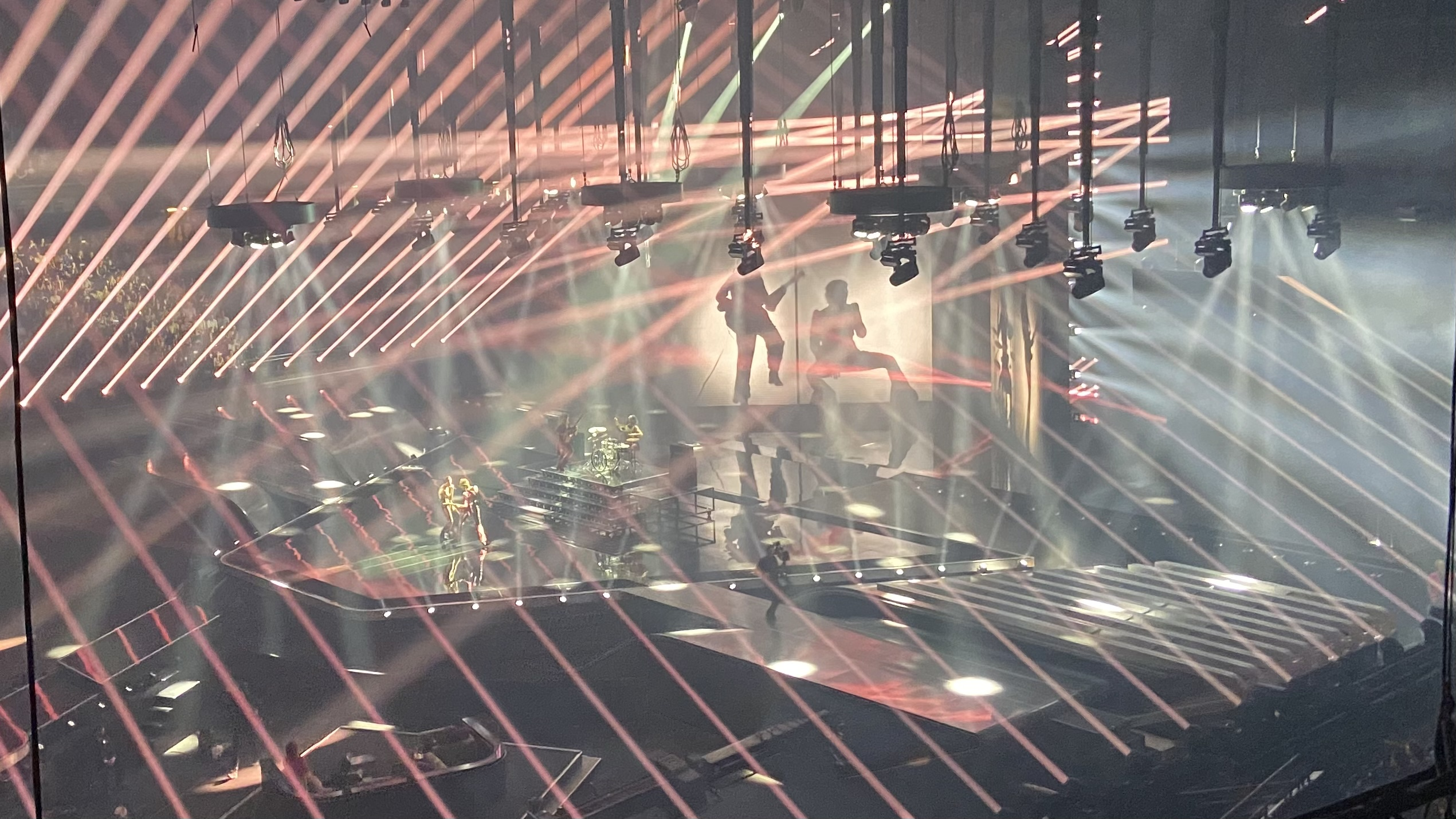
Måneskin v Rotterdamu (2021)
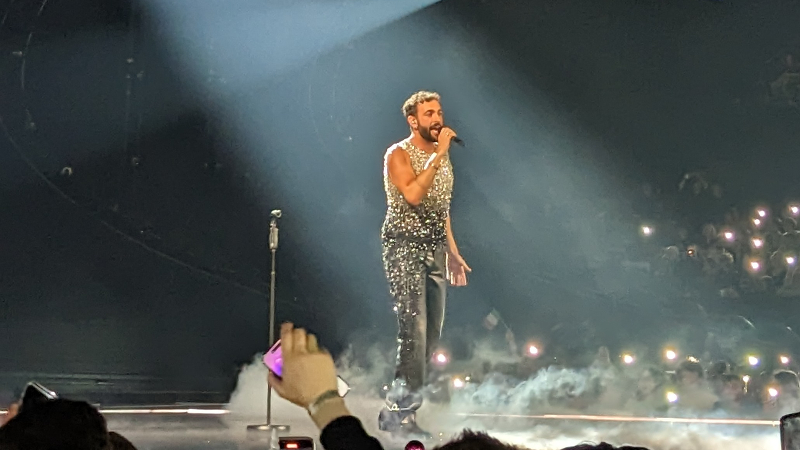
Marco Mengoni v Liverpoolu (2023)
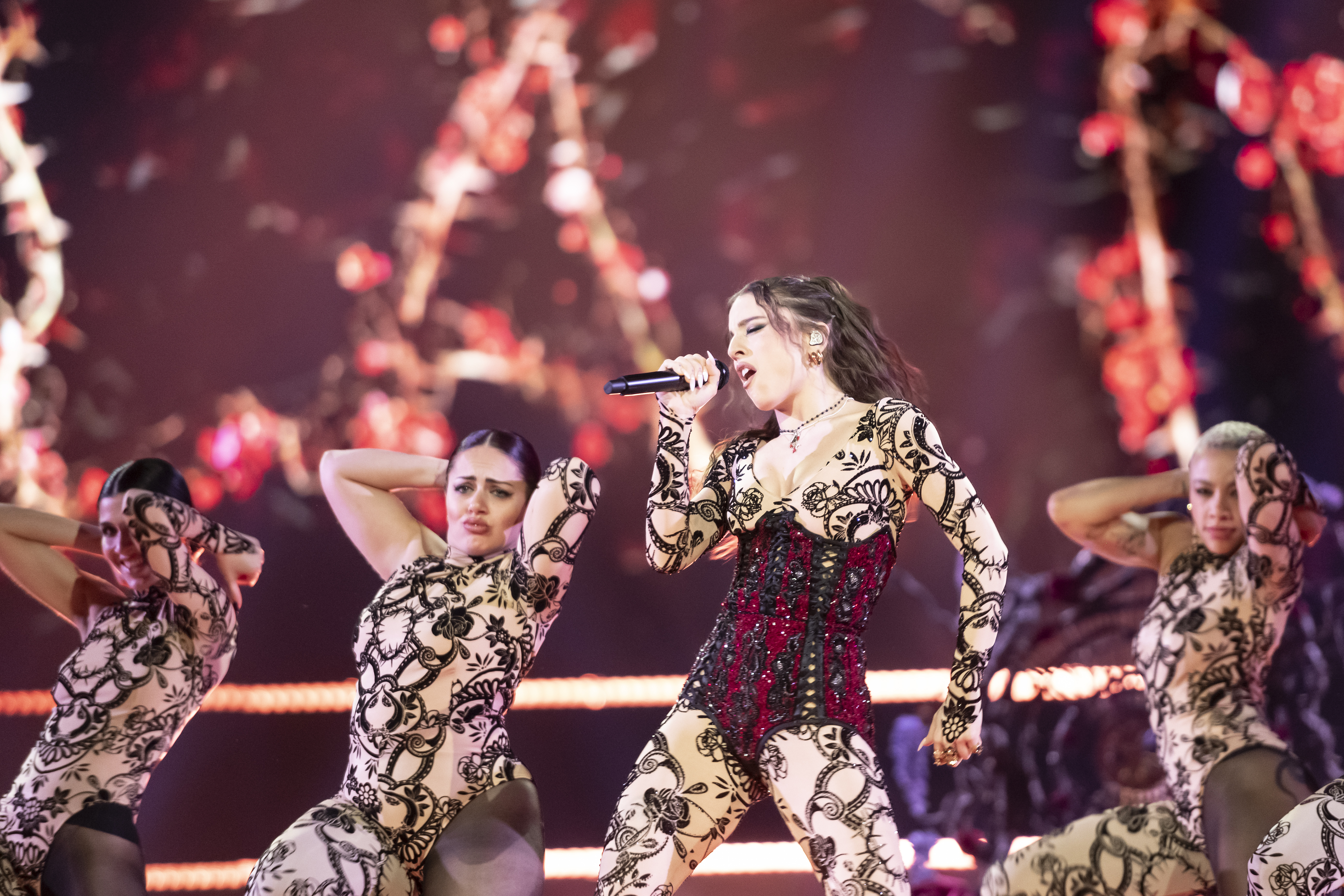
Angelina Mango v Malmö (2024)
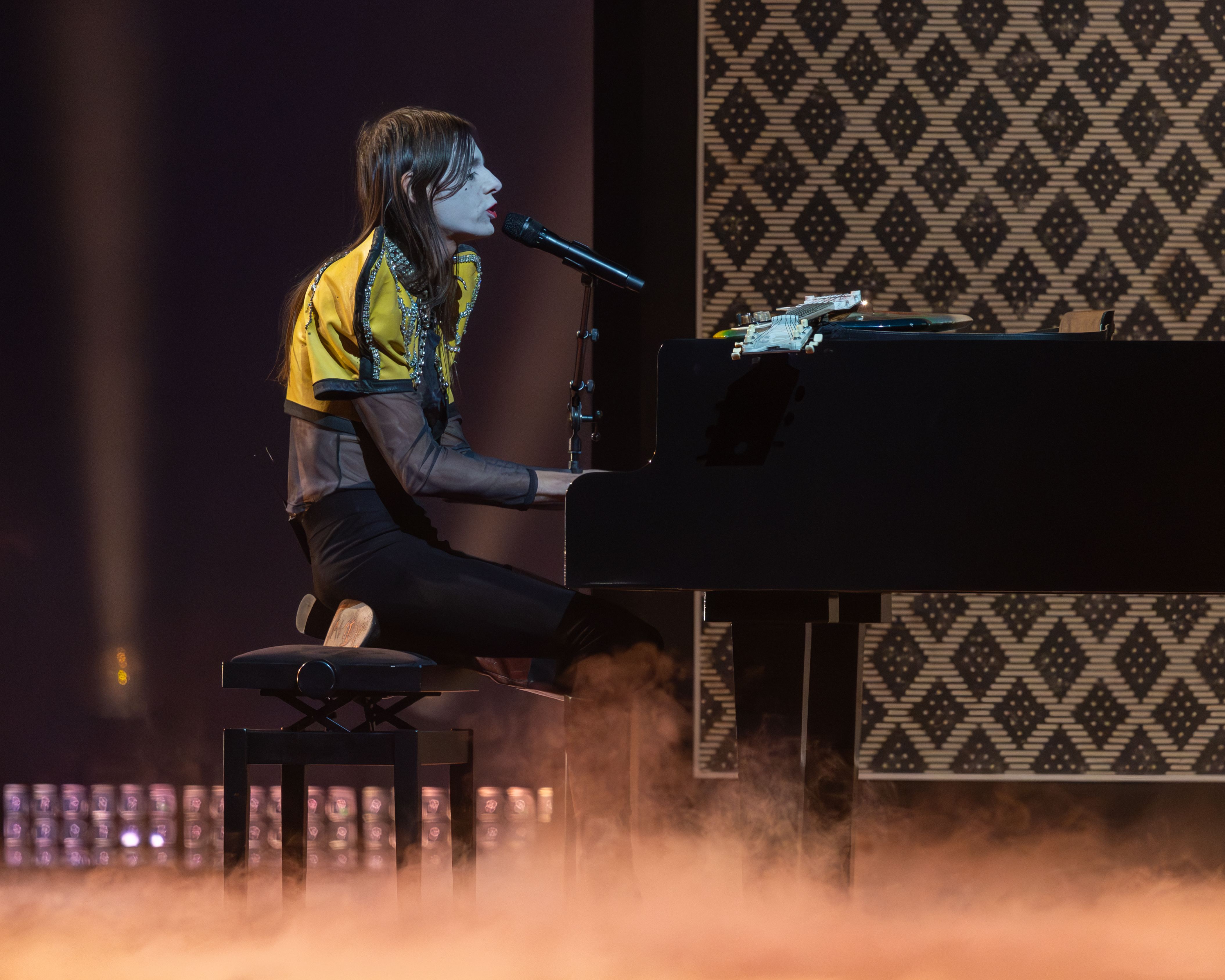
Lucio Corsi v Basileji (2025)